# Trippel SK 10 (TE 106)
Der Trippel SK 10 (TE 106) war das erste Pkw-Modell der Protek Gesellschaft für Industrieentwicklungen. Er wurde am 5. Mai 1950 vorgestellt.

## Beschreibung
Bei dem Fahrzeug handelte es sich um einen Kleinwagen. Die selbsttragende Coupé-Karosserie mit einer Klapptür an der rechten Seite bot Platz für drei Personen. Für den Antrieb sorgte ein luft- bzw. gebläsegekühlter Einzylinder-Zweitaktmotor von Horex mit 597 cm³ Hubraum und 18 PS Leistung. Der Motor war im Heck montiert und trieb über eine Kette die Hinterachse an. Die Höchstgeschwindigkeit betrug 95 km/h.
Bei einem Radstand von 190 cm und einer Spurbreite von 87 cm war das Fahrzeug 300 cm lang, 120 cm breit und 110 cm hoch. Das Leergewicht war mit 300 kg angegeben, und der Benzinverbrauch mit 3,2 Liter auf 100 km.
Der geplante Verkaufspreis betrug 2000 DM. Es entstanden drei Fahrzeuge.
Nachfolger wurde 1951 der Trippel SK 10 (TE 107).